# Makalata macrura
Makalata macrura és una espècie de mamífer rosegador de la família de les rates espinoses. Viu al Brasil, l'Equador i el Brasil. Es tracta probablement d'un animal folívor. Els seus hàbitats naturals són els boscos i qualsevol altra zona amb dosser. És una espècie en risc mínim, és a dir, no sembla que hi hagi cap amenaça significativa per a la seva supervivència.